# الغواصة الألمانية يو-267
غواصة يو-267 غواصة يو ألمانية من الفئة السابعة سي بنيت لسلاح بحرية ألمانيا النازية كريغسمارينه، في أحواض بريمر فولكان خلال الحرب العالمية الثانية.